# Яковлев, Иван Алексеевич (физик)
Иван Алексеевич Яковлев (13 октября 1912 — 1 марта 2000) — советский и российский физик, доктор физико-математических наук, профессор, в 1974—1989 заведующий кафедрой физики кристаллов МГУ.

## Биография
Родился в Москве. Сын Алексея Ивановича Яковлева — историка, члена-корреспондента АН СССР и внук Ивана Яковлевича Яковлева, чувашского просветителя.
В 1932 году окончил МГУ (досрочно).
В 1932—1934 годах преподавал в Московском институте инженеров путей сообщения.
С 1934 года работал на кафедре общей физики физического факультета МГУ: преподаватель, доцент, профессор. Заведующий кафедрой физики кристаллов (1974—1989).
В годы Великой Отечественной войны под руководством профессора Б. В. Ильина участвовал по заданию Наркомата обороны в разработке аппаратуры «Таксометр» для проверки противогазов (1941). Также входил в группу физиков МГУ, ведущих интенсивную разработку методов радиолокации, созданную в октябре 1941 года и возглавляемую профессором С. Э. Хайкиным.
В 1943—1946 докторант Института физических проблем АН СССР (сейчас — ИФП им. П. Л. Капицы РАН).
Доктор физико-математических наук (1957, тема диссертации «Исследования по фазовым переходам второго рода в твёрдых телах»), профессор (1959).

## Научная деятельность
Внес научный вклад в экспериментальное исследование пьезоэлектриков, сегнетоэлектриков, полупроводников, распространения поверхностных и псевдоповерхностных упругих волн в твердых телах.
Изучая рассеяние света в жидком гелии, показал, что при переходе из HeI в HeII наблюдаемая в опытах интенсивность рассеянного света, вопреки теоретическим предсказаниям, не становится аномально большой. Исследовал рассеяние электронов металлами и изучал спектры поглощения света в сапфирах при низких (гелиевых) температурах.
Обнаружил аномальное поглощение звука в кристаллах сегнетовой соли вблизи верхней и нижней точек Кюри и выяснил, что положение максимума поглощения звука на оси температур не зависит от частоты звука (это явление объяснил Л. Д. Ландау).

## Звания
- Заслуженный деятель науки Российской Федерации (29 декабря 1994) — за заслуги в научной деятельности
- Заслуженный профессор МГУ,
- Почётный профессор Чувашского государственного университета.

## Награды
Орден "Знак Почета", медаль "За оборону Москвы", медаль "В память 850-летия Москвы".